# Château de Soirié
Le château de Soirié, que l'on trouve également les formes Soyrier/Soirier, est un château médiéval situé sur la commune de Groisy en Haute-Savoie et construit aux environs début du XIe siècle. Il ne reste à ce jour plus que quelques ruines.

## Toponyme
Dans les documents médiévaux, le nom du château ou de la famille de seigneur le possédant, on trouve les formes de Soirié, Soirier, Soyrier, Soyrié, Syrie, notamment répertoriées dans le Régeste genevois (1866) ou l'article « Groisy » de Histoire des communes savoyardes (1981), voire Soiry. Dans les comptes de châtellenie d'Annecy de 1331-1332, on trouve notamment les formes castrum de Suerie, castrum de Soyrie et nostro Soyriaci.
Soirié est la forme retenue par la commune, toutefois Soirier (Duparc, Bernard, Lovie, Menabrea) et Soyrier (Bernard, Histoire des communes savoyardes) sont les plus courantes dans la littérature.

## Situation
Le château de Soirié se situe sur un éperon, désormais boisé, dominant le village du Plot, sur le territoire de la commune de Groisy. Il donne notamment sur la confluence de deux ruisseaux.

## Historique
Le château appartient, au cours de la période médiévale, à une « famille de petits seigneurs locaux », les Soyrier. La première mention, d'après le site communal, serait l'an 1007.
Le 3 octobre 1329, les seigneurs Pierre et Henri de Soyrier rendent hommage au comte Amédée III de Genève,.
Au cours des nombreux conflits opposants les principautés savoyarde et delphinale, au début de l'année 1332, le château ainsi que celi de celui de La Balme sont entre les mains des armées de Hugues de Genève, fils du comte Amédée II et neveu d'Amédée III, le Dauphin Humbert Ier de Viennois et le baron de Faucigny, Hugues, son fils,. Le comte de Genève Amédée III était, à cette période, l'allié du comte Aymon de Savoie,. La coalition delphino-faucignerande semble maîtresse des Bornes,. Hugues de Genève était en possession du château, peut être par héritage, les circonstances ne sont pas connues. Toutefois, une grande offensive savoyarde amène à faire le siège des deux châteaux,, et Soirier est repris au mois de mai.
Les comptes de châtellenie, couvrant la période du 25 avril 1332 à décembre 1333, permettent de découvrir le renforcement des fortifications par le comte.
En 1396, la seigneurie de Soirier passe à Vautier de Menthon-Lornay. Il passe ensuite aux Luxembourg-Martigues, pour la période de 1515 à 1567, vendu aux Fornerat, originaires d'Annecy, puis à la famille Lambert dit de La Roche, qui le garde jusqu'en 1792, année d'occupation du duché de Savoie par les troupes révolutionnaires françaises. 
Au cours de l'occupation du duché de Savoie par la France révolutionnaire (1792-1815), le château tombe en ruines.
Les ruines du château sont détruites par un incendie en 1920.

## Description
Les comptes de châtellenie des années 1332-1333 ont permis de savoir que le château possédait un donjon.
Le château est protégé par un recept, c-'est-à-dire une première enceinte ou encore une cour permettant la défense avancée.

## Châtellenie de Soirié
Le château de Soyrier est le centre d'une seigneurie et il semble avoir joué le rôle de centre d'un mandement relevant des comtes de Genève, appelé vidomnat des Bornes.